# Тајна заблуда
Тајна заблуда је неформална логичка грешка наглашавања у којој се тврди да су исходи узроковани скривеним недоличним понашањем или погрешним поступцима доносилаца одлука. Историчар Дејвид Хакет Фишер је идентификовао тајну заблуду као уверење да су значајне чињенице историје нужно злокобне и да је „сама историја прича о узроцима који су углавном увредљиви, а резултати углавном подмукли”. Она је више од теорије завере јер не само да разматра могућност скривених мотива и дела, већ инсистира на њима. У свом екстремном облику, заблуда представља општу параноју. Фишер идентификује неколико примера заблуде, посебно дела Чарлса А. Берда. Показује да су историчари пружили детаљне приказе историјских личности које су учествовале у незваничним састанцима и испољили низак морал на основу мало или нимало доказа. Примећује да тајна заблуда не подразумева нужно намерно фалсификовање историје већ може да следи из искреног али погрешног уверења да се ништа не дешава случајно или грешком. Ричард Хофстатер је расправљао о заблуди пре Фишера. Прегледавањем историје из прогресивне ере је приметио да су историчари склони претпоставкама да је стварност увек била скривена и игнорисана, одређивана митом, рабатима и тајним пословима. Модификација тајне заблуде сматра да када историјски записи не пружају доказе који објашњавају одређени скуп догађаја то је само по себи доказ скривеног узрока. Идеју о тајној заблуди је критиковао Џефри М. Бејл, аутор књиге The Darkest Sides of Politics, који је навео ризик да историчари потцене утицај политичких тајних друштава, авангардних партија и обавештајних служби.